# Lorenzo Storioni

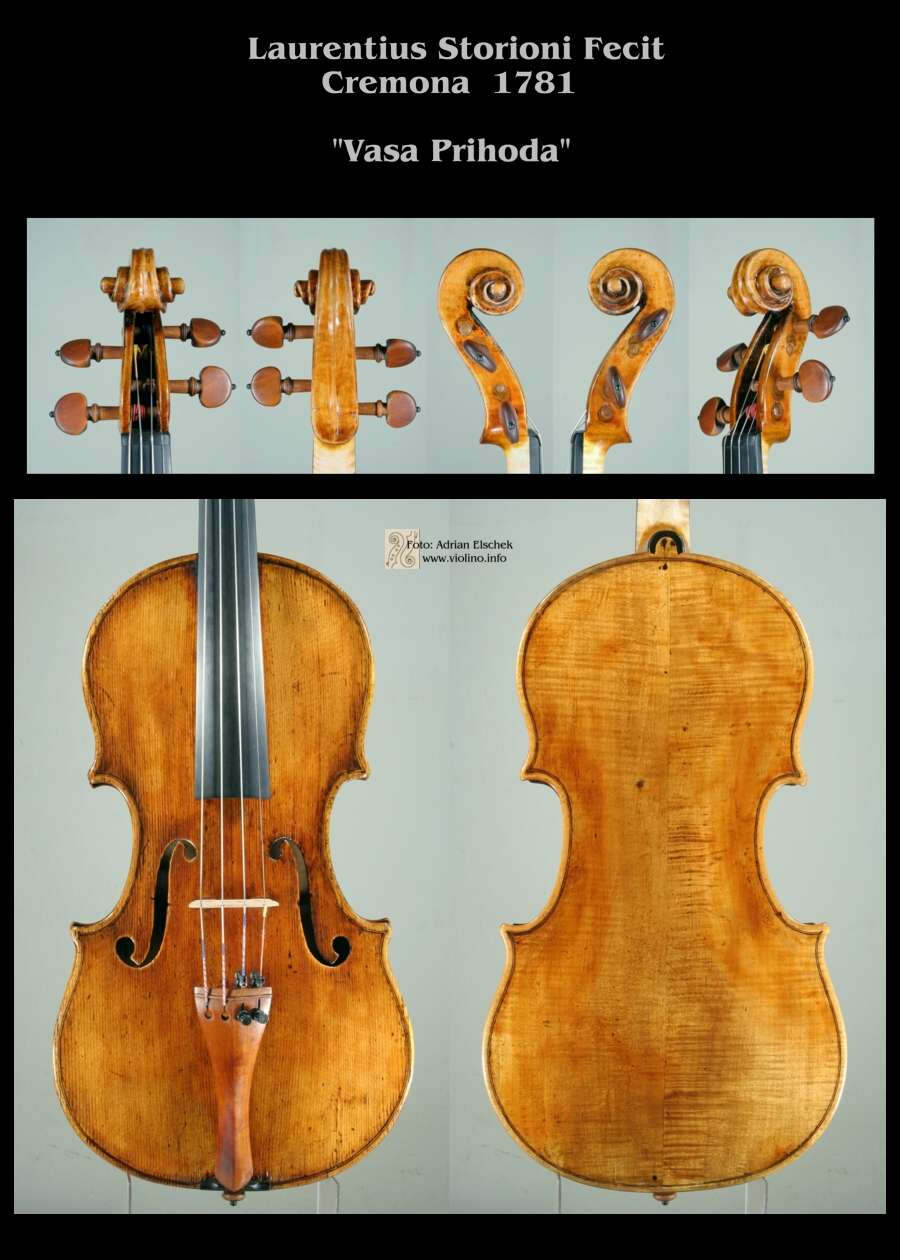
Váša Příhoda spielte diese Storioni von 1781

Lorenzo Storioni (* 10. November 1744 in Cremona; † 10. Januar 1816 ebenda) war ein italienischer Geigenbauer.

## Leben
Lorenzo Storioni gehörte neben Giovanni Battista Guadagnini und Tommaso Balestrieri zu den bedeutenden Cremoneser Meistern des ausgehenden 18. Jahrhunderts. Seine Geigen orientieren sich an Vorbildern von Guarneri del Gesù. Die produktive Zeit war vermutlich zwischen 1770 und 1804. Obschon er weniger gute Hölzer und Lacke verwendete, schätzen Solisten Storionis Violinen vor allem wegen ihres kraftvollen, offenen und strahlenden Tons. Giovanni Battista Ceruti, Giovanni Rota und Giovanni Francesco Pressenda werden zu seinen Schüler gezählt, wobei es für Letzteren nicht belegt ist.

## Bedeutung
Der österreichische Musikwissenschaftler Walter Kolneder bezeichnet das Wirken Storionis als das „eines phatasievollen Meisters, der die tonlichen Erfordenisse seiner Zeit verstand und in zahlreichen Instrumenten von stark experimentellem Charakter zu erfüllen versuchte. Am gelungensten sind seine Violinen in einer Art Weiterführung des Guarneriusstils.“ Sie seien seit Henri Vieuxtemps von Violinisten gesucht. Nach dem Preisniveau von 1982 würden 100.000 DM „für eine gute Storioni“ gezahlt. Paul Otto Apian-Bennewitz schreibt, die Violinen Storionis ahmten Guarneri nach, „sind aber gleichwohl originell“. Gustav-Adolph Wettengel nennt ihn den letzten großen Cremoneser Geigenmacher. Georges Foucher schreibt schon 1807 über Storioni: „Made violins and double basses of excellent workmanship. He is generally regarded as the last great maker of the school“. Hugh Reginald Haweis nennt Storioni „the last maker of importance who can  with any show of plausibility be called even a second or third rate master of Cremona“.

## Roman
Der 2011 erschienene Roman Das Schweigen des Sammlers des katalanischen Autors Jaume Cabré dreht sich um die fiktive Geschichte einer Storioni-Geige durch die Jahrhunderte.

## Storioni Trio
Ein 1995 in Amsterdam gegründetes Klaviertrio nennt sich „Storioni Trio“. Der Geiger Wouter Vossen spielt eine 1794 von Lorenzo Storioni gebaute Geige. Das Ensemble veranstaltet in Eindhoven das „Storioni-Festival“. Das Trio trat unter anderem 2021 beim Festival ‘classic con brio’ in Osnabrück auf.